# Нисько
Ни́сько (пол. Nisko) — місто в південно-східній Польщі, на річці Сян.
Адміністративний центр Ніжанського повіту Підкарпатського воєводства.
17 жовтня 1933 р. розпорядженням міністра внутрішніх справ гміна Нисько Нисківського повіту Львівського воєводства піднесена до статусу міста.

## Демографія
Демографічна структура станом на 31 березня 2011 року:
|          | Загалом | Допрацездатний вік | Працездатний вік | Постпрацездатний вік |
| -------- | ------- | ------------------ | ---------------- | -------------------- |
| Чоловіки | 7626    | 1502               | 5517             | 607                  |
| Жінки    | 7984    | 1417               | 5175             | 1392                 |
| Разом    | 15610   | 2919               | 10692            | 1999                 |

## Відомі люди
- Мирослав Жулавський (1913-1995) — польський письменник, прозаїк, дипломат і сценарист;
- Ян Собіло (1962) — єпископ Харківсько-Запорізької дієцезії Римо-католицької церкви.